# Прилуцьке нафтове родовище
Прилуцьке нафтове родовище — належить до Монастирищенсько-Софіївського нафтоносного району Східного нафтогазоносного регіону України.

## Опис
Розташоване в Чернігівській області, на відстані 12 км від м. Прилуки.
Знаходиться в південній прибортовій зоні західної частини Дніпровсько-Донецької западини. Підняття, складене г.п. верх. девону, ниж., сер. та верх., карбону, тріасу, юри, крейди та палеогену, виявлене в 1953—1954 рр.
Структура є брахіантиклінальною криптодіапіровою складкою субмеридіонального простягання, 4,5х3,5 м, амплітуда 300 м. Перший промисловий приплив нафти одержано в 1960 р. з верхньовізейських відкладів в інтервалі 1847—1864 м.
Поклади склепінчасті, пластові, тектонічно екрановані. Розробляється з 1961 р. Режим покладу пружноводонапірний. Запаси початкові видобувні категорій А+В+С1 — 5809 тис.т нафти; розчиненого газу 90 млн. м³. Густина дегазованої нафти 824—830 кг/м³.